# 朝霧鏡子
朝霧 鏡子（あさぎり きょうこ、本名；水谷 小夜子、1921年2月19日 - 1999年5月28日）は、東京都出身の女優。夫は清水金一。

## 人物・来歴
1933年、小学校卒業後に松竹少女歌劇学校へ1期生として入学。1939年、準幹部に昇格。1940年に退団。
1940年、松竹大船へ入社して「女人転心」でデビュー。1949年、大映、1950年、東映、東京俳優生活協同組合などに所属。
戦前軽演劇の人気者・清水金一主演「シミ金・シリーズ」の相手役に起用され、その縁から1951年に清水と結婚して引退、1966年に死別するまでの献身ぶりは美談として話題になった。
引退後や清水の没後に何度か復帰を持ち掛けられたが、いずれも意に適うものではなく「復帰するなら土俵の真ん中じゃなきゃ嫌」「良い脚本なら出たい」と断り続け、現在も親類が経営する新宿のカレー店「ガンジー」などの飲食店経営で生計を立てていた。
1995年、新藤兼人によって『午後の遺言状』に出演し、実に45年ぶりに芸能界へ本格復帰。同年、山路ふみ子文化財団特別賞を受賞。
1999年5月28日に肝臓がんのために死去、78歳没。

## 出演作品

### 映画
- 女人転心（1940年） - 李貞媛
- 秘めたる心（1940年）
- 冬木博士の家族（1940年） - 道子
- 幸福な家族（1940年） - 千津子
- 歌女おぼえ書（1941年） - 妹・縫子
- 争ひなき真実（1941年）
- まごころの歌（1941年） - 田端千枝子
- 碑（1941年）
- 君よ共に歌わん（1941年）
- 君と僕（1941年）
- 三人姉妹（1942年）
- 男の意気（1942年）
- 兄妹会議（1942年） - 末妹・弓子
- 海賊旗吹っ飛ぶ（1943年）
- 粋な風来坊（1946年） - お光
- お笑い週間 恋はやさし（1946年）
- 朗らか週間 第一話 抓って頂戴（1946年） - 京子
- 待ちぼうけの女（1946年） - 孝子
- 仮面の街（1947年） - せつ子
- 象を喰つた連中（1947年） - 妻・静子
- 縁は異なもの（1947年）
- 処女は真珠の如く（1947年） - 妻・敏江
- 女優須磨子の恋（1947年） - 抱月の娘・ハル子
- それでも私は行く（1947年） - 舞妓・鈴子
- シミ金の結婚選手（1948年） - 幸子
- 弥次喜多凸凹道中（1948年） - 娘・絹江
- シミ金の探偵王（1948年） - 娘・和子
- シミ金のオオ!市民諸君（1948年） - マリ
- 青春賭博（1949年） - 清原翠
- 森の石松（1949年） - お新
- 頓珍漢桃色騒動（1950年） - マリ子
- かっぽれ音頭（1950年）
- シミキンの無敵競輪王（1950年）
- 闇に光る眼（1950年） - 妹・あい子
- 突貫裸天国（1950年）
- 花ある怒濤（1951年） - 祥子
- 呼子星（1952年） - 寺崎孝子
- 女ひとり大地を行く（1953年） - シノ
- 雲ながるる果てに（1953年） - 秋田の妻・町子
- 赤い自転車（1953年） - 黒川ふみ子
- 唐人お吉（1954年） - お福
- 母の名は（1954年） - 加代
- 歌くらべ三羽烏（1955年） - マネキン
- 胸より胸に（1955年） - アパートのおかみ
- こぶしの花の咲くころ（1956年） - 北山礼子
- 台風騒動記（1956年） - のぶ
- おしどり喧嘩笠（1957年） - お菊
- ただいま零匹（1957年） - B夫人
- 午後の遺言状（1995年） - 牛国登美江
- 東京夜曲（1997年） - たみの義母
- のど自慢（1999年） - 坂上タマ

### テレビ
- 矢車剣之助（1959年、NTV）
- ぼくらのチャンピオン 三船十段（1959年、CX）
- 若いやつ（1962年、TBS）
- 七人の刑事（1963年、TBS）
- 一枚の写真（1991年、CX）
- 恍惚の人'99（1999年、TX）